# San Rafael Pie de la Cuesta
San Rafael Pie de la Cuesta – miasto na południowym zachodzie Gwatemali, w departamencie San Marcos. Według danych szacunkowych z 2012 roku liczba mieszkańców wynosiła 5 322 osób. 
San Rafael Pie de la Cuesta leży około 25 km na zachód od stolicy departamentu – miasta San Marcos, oraz około 38 km na wschód od rzeki Suchiate, będącej w tym miejscu rzeką graniczną pomiędzy Gwatemalą a meksykańskim stanem Chiapas. 
Leży na wysokości 1043 metrów nad poziomem morza, u podnóża gór Sierra Madre de Chiapas.

## Gmina San Rafael Pie de la Cuesta
Miasto jest także siedzibą władz gminy o tej samej nazwie, która jest jedną z dwudziestu dziewięciu gmin w departamencie. W 2012 roku gmina liczyła 15 715 mieszkańców. Gmina jak na warunki Gwatemali jest niewielka, a jej powierzchnia obejmuje 60 km². Mieszkańcy gminy utrzymują się głównie z rolnictwa. W rolnictwie dominuje uprawa kawy.